# Kotek rudy
Kotek rudy, kot rudy, kot rdzawy (Prionailurus rubiginosus) – gatunek drapieżnego ssaka z podrodziny kotów (Felinae) w obrębie rodziny kotowatych (Felidae). Zamieszkuje Indie, gdzie konkuruje z kotkiem bengalskim, i Cejlon, na którym konkuruje z kotem błotnym.

## Taksonomia
Gatunek po raz pierwszy zgodnie z zasadami nazewnictwa binominalnego opisał w 1831 roku francuski zoolog Isidore Geoffroy Saint-Hilaire, umieszczając go w rodzaju Felis i nadając mu epitet gatunkowy rubiginosa. Opis ukazał się w rozdziale poświęconym ssakom, opublikowanym w publikacji pod redakcją Charles’a Bélangera poświęconej wyprawie do Indii Wschodnich w latach 1825–1828. Miejsce typowe to Puducherry, w Indiach. Holotyp to niekompletna czaszka młodocianego osobnika (sygnatura MNHN-ZM-AC-A1791) ze zbiorów Muzeum Historii Naturalnej w Londynie.
Autorzy Illustrated Checklist of the Mammals of the World rozpoznają trzy podgatunki. Podstawowe dane taksonomiczne podgatunków (oprócz nominatywnego) przedstawia poniższa tabelka:
| Podgatunek       | Oryginalna nazwa                   | Autor i rok opisu  | Miejsce typowe                                                                      | Holotyp |
| ---------------- | ---------------------------------- | ------------------ | ----------------------------------------------------------------------------------- | --- |
| P. r. koladivius | Pionailurus rubiginosus koladivius | Deraniyagala, 1956 | Kathiraveli, Sri Lanka.                                                             | Skóra samicy (sygnatura CNM 384) ze zbiorów Narodowego Muzeum Historii Naturalnej w Kolombo.                                                                                  |
| P. r. phillipsi  | Prionailurus rubiginosus phillipsi | Pocock, 1939       | Mousakanda, Gammaduwa, na wysokości 3000 ft (914 m), Prowincja Środkowa, Sri Lanka. | Czaszka i skóra samca (sygnatura BMNH:Mamm:1935.4.8.2) ze zbiorów Muzeum Historii Naturalnej w Londynie; okaz typowy zebrał 16 marca 1935 roku William Watt Addison Phillips. |

### Etymologia
- Prionailurus: gr. πριων priōn, πριονος prionos ‘piła’; αιλουρος aílouros ‘kot’[14].
- rubiginosus: łac. rubiginosus ‘rdzawy’, od rubigo, rubiginis ‘rdza’, od rubeus ‘czerwonawy’[15].
- koladivius: syng. කෝලා දිවියා kōlā diviyā ‘kotek rudy’[3].
- phillipsi: William Watt Addison Phillips (1892–1981), brytyjski zoolog[4].

## Zasięg występowania
Kotek rudy występuje w Indiach i na Sri Lance, zamieszkując w zależności od podgatunku:
- P. rubiginosus rubiginosus – Indie.
- P. rubiginosus koladivinus – sucha strefa Sri Lanki.
- P. rubiginosus phillipsi – mokra strefa południowo-zachodniej Sri Lanki.

## Morfologia
Długość ciała (bez ogona) 35–48 cm, długość ogona 15–29,8 cm; masa ciała samic 1 kg, samców 1,5–1,6 kg. Niewielkie koty, blisko spokrewnione z kotkiem bengalskim, z którym jednak się nie krzyżują. Kot rdzawy ma głowę okrągłą z dość wąskimi kośćmi nosowymi. Sierść brunatnoszara (poza brzuchem, gdzie jest biała) z dużymi cętkami. Na grzbiecie wydłużone cętki mają kolor rdzawy i układają się w rzędy. Uszy małe, zaokrąglone. Na krótkim, sięgającym pięt, dość puszystym ogonie ciemne pręgi.

## Ekologia

### Pokarm
Ich pokarm stanowią przede wszystkim ptaki, owady i drobne ssaki.

### Rozród
Ciąża trwa 67 dni, w miocie zazwyczaj 2 kocięta; długość okresu ssania i czas osiągania dojrzałości płciowej nie zostały ustalone.

### Tryb życia
Prawdopodobnie prowadzą samotniczy, nocny tryb życia; ich zachowanie jest słabo poznane.

### Siedlisko
Koty rdzawe żyjące na terenie Indii zamieszkują suche łożyska zbiorników wodnych i otwarte przestrzenie w okolicy ludzkich osiedli. Populacje cejlońskie zamieszkują dżungle, występują do wysokości 2000 m n.p.m.

## Status
Koty te są uważane za rzadkie, a zagrożenie dla nich stanowi wylesianie i rozszerzanie terenów uprawnych. Łatwo krzyżują się z kotami domowymi; są tępione ze względu na szkody jakie wyrządzają w hodowlach drobiu. Status z punktu widzenia ochrony przyrody: narażony. Gatunek jest objęty konwencją waszyngtońską CITES (załącznik I).